# Kraan
I Kraan sono un gruppo musicale tedesco, formatosi ad Ulma (sud di Stoccarda) nel 1970.

## Storia dei Kraan
Tutti i componenti erano reduci da esperienze free jazz sul finire degli anni sessanta, pertanto lo stile di partenza è stato di conseguenza il jazz, ma le contaminazioni sono disparate.
Il loro genere, inizialmente definibile come krautrock, si è poi evoluto in free jazz con influenze rock.
L'ingrediente maggiore è la componente orientale (precisamente arabica) che affiora in tutto il loro primo disco.

## Discografia
- 1972: Kraan
- 1973: Wintrup
- 1974: Andy Nogger
- 1975: Kraan Live e Let It Out
- 1977: Wiederhören e Kraan Starportrait (Best of...)
- 1978: Flyday
- 1980: Tournée
- 1982: Nachtfahrt e Wintruper Echo/Faust 2000 (Singolo)
- 1983: X e 2 Schall-Platten (Best of...)
- 1988: Kraan Live 88
- 1989: Dancing In The Shade
- 1991: Soul of Stone
- 1998: The Famous Years Compiled (Best of...)
- 2001: Live 2001 e Berliner Ring
- 2003: Through
- 2007: Psychedelic Man e Psychedelic Man Special Edition con il DVD Live at Finkenbach Festival 2005
- 2010: Diamonds

## Formazione

### Formazione attuale
- Peter Wolbrandt - chitarra (1970–presente)
- Hellmut Hattler - basso (1970–presente)
- Jan Fride - batteria (1970–1978, 1982–presente)

### Ex componenti
- Ingo Bischof - tastiere (1975–2007)
- Johannes Pappert - sax contralto (1970–1976)
- Udo Dahmen - batteria (1977–1980)
- Joo Kraus - tastiere (1987–1992)
- Gerry Brown - batteria, lead vocals (1979–1980)
- Tommy Goldschmidt - batteria (1977)
- Eef Albers – chitarra (1982–1983)
- Marc McMillen – tastiere, voce (1982–1983)